# Hassi Bel Guebour
Hassi Bel Guebour (também escrito Hassi Bel Guebbor) é uma vila na comuna de Bordj Omar Driss, no distrito de In Amenas, província de Illizi, Argélia. Está localizada no cruzamento da rodovia N3 e a estrada local para Bordj Omar Driss.